# Dipteretrum natalense
Dipteretrum natalense är en kackerlacksart som beskrevs av Karlis Princis 1963. Dipteretrum natalense ingår i släktet Dipteretrum och familjen småkackerlackor. Inga underarter finns listade i Catalogue of Life.